# 谢赫萨巴赫·哈立德·萨巴赫
谢赫萨巴赫·哈立德·萨巴赫（阿拉伯语：‎，1953年3月3日—）是一名科威特外交官和政治家。1978年进入政府，自2006年起擔任不同職務。在2019年12月被任命為首相，之後在2020年繼任首相。他是科威特王室萨巴赫家族的成员。2024年6月1日，被任命为科威特王储。

## 早年
1953年3月3日出生。他是前科威特埃米尔穆巴拉克·萨巴赫儿子哈马德·穆巴拉克·萨巴赫的后人；他是哈立德·本·哈馬德·薩巴赫和穆扎·賓特·艾哈邁德·薩巴赫的兒子。1977年，他從科威特大學獲得政治學學士學位。

## 政治生涯
他在1978年加入了外交部，開始了他的政治生涯。於1983年至1989年間，他擔任了科威特常駐聯合國代表團成員。1995年，他成為科威特駐沙特阿拉伯大使，任職至1998年。從1998年到2006年，他擔任了國家安全局局長。
而在2006年7月，他獲命為社會事務和勞工部長，至2007年10月。
2011年10月22日，他成為副首相兼外交部長。
2019年11月19日，沙巴在其前任賈比爾·穆巴拉克·哈馬德·薩巴赫辭職後，成為科威特第8任首相。
2020年1月13日，他向埃米爾（國家元首及君主）納瓦夫提出辭職，得到批准。但在同月24日再獲任命為首相。
2021年11月8日，薩巴赫政府因與議會政見出現分歧未能破局，故此向納瓦夫提出辭職。納瓦夫批准了辭職，但要求留任至新內閣被選出。
2022年4月5日，提交内阁辞呈，埃米尔于2022年5月10日接受了辞呈，但要求继续担任看守职务。